# Чіуауа (місто)
Чіуауа, або Чива́ва (ісп. Chihuahua) — місто в Мексиці, адміністративний центр штату Чіуауа. З 1864 по 1867 рік — місце розташування республіканського уряду Мексики. Населення міста — 825 327 осіб (2013).

## Історія

### Колоніальна історія
У Доколумбову епоху на території сьогоднішнього штату Чіуауа мешкали індіанські племена, що говорили астекськими мовами, які займалися полюванням, збиранням та (деякі з них) примітивним землеробством. Вважається, що сама назва Чіуауа походить з мови тубільців, але її точне значення невідомо. Основні гіпотези — сухе місце або між двох річок.
Першими білими, які побували тут, стали іспанці з експедиції Франциско де Ібарри в 1562 році.
Місто було засноване 12 жовтня 1709 року іспанським дослідником Антоніо Деза-і-Улоа, отримавши назву  El Real de Minas de San Francisco de Cuéllar. Місце для міста було вибрано завдяки злиттю тут двох річок — Сакраменто і Чувіскар, а також у зв'язку з його розташуванням на напівдорозі між Ріо-Гранде та важливим гірничодобувним центром того часу містом Парраль. У 1718 році влада Нової Іспанії офіційно присвоїла поселенню статус міста, а в 1823 році воно отримало своє нинішнє ім'я.
Бурхливі події Мексиканської війни за незалежність майже не торкнулися місто, хоча саме тут в 1811 році був страчений роялістами один з ватажків сепаратистів Мігель Ідальго.

### У складі Мексики
Під час Американо-мексиканської війни Чіуауа було зайняте американцями після того, як 28 лютого 1847 року в битві на річці Сакраменто (в 20 кілометрах на північ від міста) 940 американців під командуванням Олександра Доніфана наголову розгромили уп'ятеро більший за чисельністю мексиканський загін (американці втратили 2 чоловік убитими і 11 пораненими, мексиканці — близько 300 убитими і 40 полоненими, а також всю артилерію і обоз, число поранених точно не відомо). Чіуауа залишалося під контролем США аж до кінця війни.

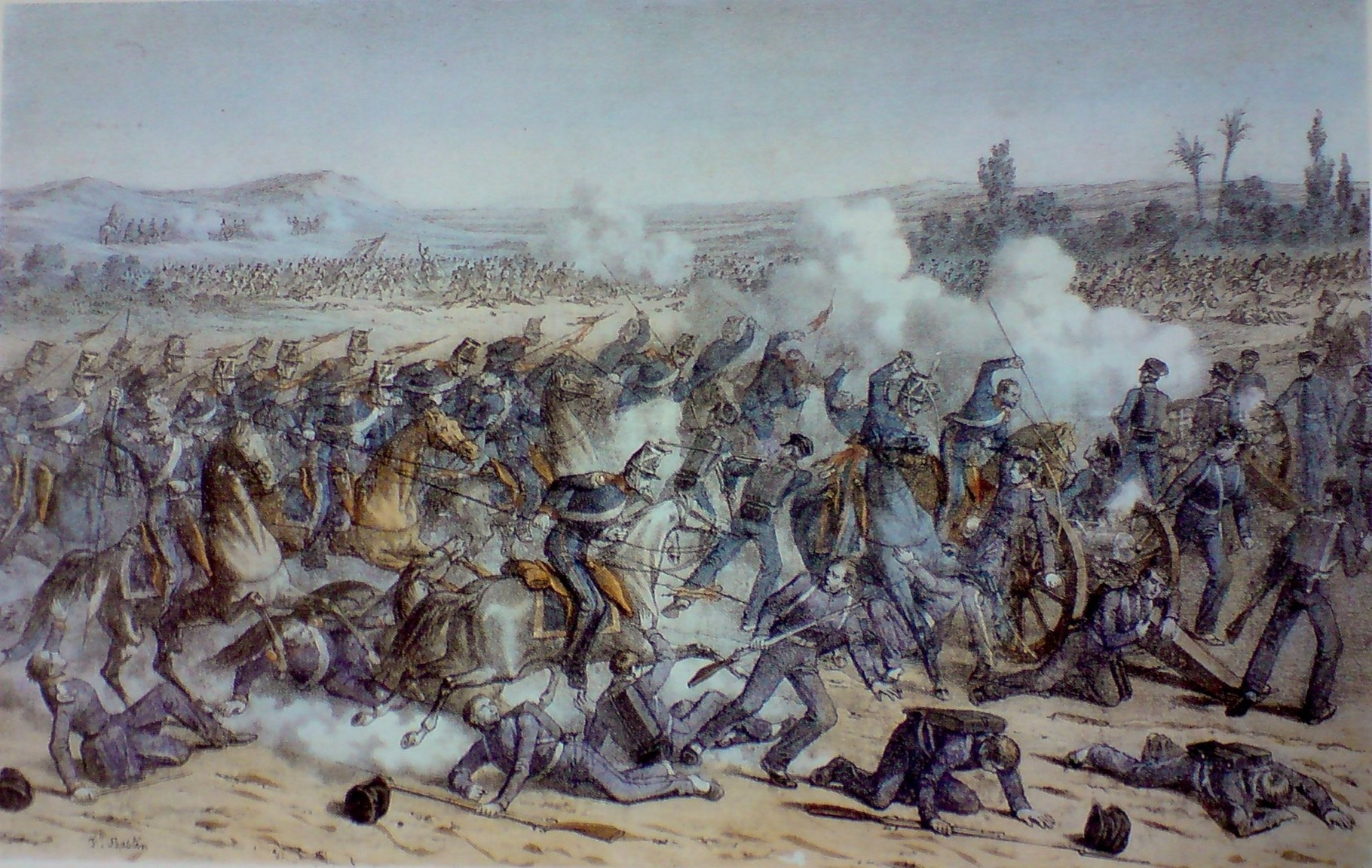
Битва на Сакраменто

Захоплення Мехіко французами під час інтервенції призвело до утворення республіканського уряду президента Беніто Хуреса, який розміщувався в Чіуауа з 1864 по 1867 роки . Це стимулювало стрімкий розвиток міста, що продовжився і після відходу французів. До кінця XIX століття Чіуауа було одним з найбільших міст та головних економічних центрів Мексики.
Під час громадянської війни 1910—1917 років Чіуауа було оплотом повстанців Панчо Вільї.
Місто пережило другий економічний бум в 1990-х, коли американські корпорації переносили свої виробництва в Мексику. Близькість до американо-мексиканського кордону, дешева і порівняно якісна робоча сила та розвинута інфраструктура спонукали значне число компаній зупинити свій вибір на Чіуауа.
Починаючи з 2000-х Чіуауа страждає від спалахів насильства, пов'язаних з боротьбою наркокартелів один з одним і з правоохоронними органами. Хоча з 2010 року число вбивств в місті пішло на спад, рівень злочинності залишається дуже високим. 
Чіуауа була оплотом найбільшого в Мексиці наркокартелю Сіналоа. У 2019 році очільник цього карелю, наркобарон Ель Чапо, був ув'язнений у США.

## Населення
За даними Національного інституту статистики та географії Мексики населення міста в 2010 році становило 810 тис.осіб, що робить Чіуауа другим за величиною містом штату (після Сьюдад-Хуаресу) і дванадцятим в Мексиці.
Населення Чіуауа є одним з найбільш «білих» серед великих міст країни — близько 80 % містян відносяться до білих, інші — до метисів. Більше 80 % жителів — католики, також в Чіуауа проживає найбільша в Мексиці громада менонітів (близько 50 тис. осіб, половина менонітської громади країни).
Чіуауа традиційно займає верхні рядки в рейтингах мексиканських міст за такими показниками, як очікувана тривалість життя, рівень освіти і доходу містян, а також Індекс людського розвитку.

## Економіка
Чіуауа є одним з головних промислових центрів Мексики. У місті 9 промзон, в яких розміщено 79 великих складальних підприємств (т. зв."макіладори"), що належать іноземним корпораціям (в основному американським), в тому числі Форд, Сумітомо, Ханівелл і LG.
Іншими важливими галузями міської економіки є сфера послуг, роздрібна торгівля, будівництво та легка промисловість. В околицях міста ведеться видобуток цинкі і срібла.

## Транспорт
Чіуауа обслуговується Міжнародним аеропортом імені генерала Роберто Ф'єрро Вільялобос (IATA: CUU, ICAO: MMCU) з пасажирообігом 855 тис. осіб на рік (2012). Регулярні авіарейси виконуються в усі основні міста Мексики, а також в Даллас і Х'юстон.
Чіуауансько-Тихоокеанська залізниця (ісп. Ferrocarril Chihuahua al Pacífico, або El Chepe), що з'єднує місто з портом Лос-Мочис, використовується як для вантажно-пасажирських перевезень, так і в туристичних цілях. Дві інші залізничні лінії, що проходять через Чіуауа, використовуються тільки для вантажоперевезень.
В Чіуауа перетинаються два федеральних шосе — № 16 (Ермосійо — Охінага) і № 45 (Сьюдад-Хуарес — Делісьяс).
Громадський транспорт представлений автобусами-експресами ViveBús (одна лінія, 21 кілометр), а також безліччю невеликих приватних перевізників.

## Цікаві факти
- Чіуауа займає лідируюче місце серед мексиканських міст за рівнем злочинності.
- Через близькість кордону з США Чіуауа служить базою контрабандистів для перекидання наркотиків у США.

## Уродженці
- Мартін Луїс Гусман (1887—1976) — мексиканський новеліст і журналіст.
- Ентоні Квінн (1915—2001) — американський актор кіно, письменник і художник мексиканського походження.

## Міста-побратими
- Альбукерке, США
- Пуебло, США